# Günter Fronius
Günter Fronius (n. 11 noiembrie 1907, Sibiu, Austro-Ungaria – d. 21 iulie 2015, Pettenbach⁠(d), Austria Superioară, Austria) a fost un antreprenor și fondator al Fronius International GmbH.
Fronius s-a născut în Sibiu, Austro-Ungaria (acum Sibiu, România), și a obținut diploma de inginer la Universitatea de Tehnologie din Breslau în 1945. Sas din Transilvania, Fronius a deținut titlul onorific profesional de Kommerzialrat pentru "Serviciu de lungă durată de Merit al Republicii Austria". În 2007, el a fost medaliat cu Julius Raab Medalie, cel mai mare premiu austriac pentru economie, de către Dr. Josef Pühringer, guvernatorul din Austria Superioară, cu ocazia celei de-a 100-a aniversări a zilei sale de naștere. A murit în 2015, la vârsta de 107 ani.